# Estuary English
Estuary English of Estuariumengels ("Riviermondengels") is de benaming voor een of enkele Engelse regiolecten die van oudsher worden gesproken in het zuidoosten van Engeland langs de Theems en de monding van deze rivier. Het spraakgebied omvat vooral Londen en de graafschappen Kent en Essex. Er zijn zeer veel overeenkomsten tussen deze variant van het Engels en het Cockney, en de grens tussen deze twee dialecten is soms vaag.
Van deze variëteit van het Engels werd voor het eerst melding gemaakt in 1984 in het tijdschrift Times Educational Supplement. Er werd toen ook beweerd dat dit dialect uiteindelijk de Received Pronunciation (RP, Queen's English) zou gaan vervangen. Onderzoek heeft echter aangetoond dat het hier in feite niet om één coherente variant van het Engels gaat, maar om een verzameling van fonetische kenmerken van het Engels van een of enkele sociale klassen in combinatie met een bepaalde geografische spreiding.

## Voornaamste kenmerken
- Verschuiving van de oe klank in you naar een u-klank.
- Een niet-rhotisch accent. een R aan het eind van een woord kan worden weggelaten.
- Een ingevoegde /r/, als verbinding tussen twee woorden.
- Een brede /a/ in woorden als bath, grass en laugh.
- T-glottalisatie, het weglaten van de T in bijvoorbeeld bottle - bo'el
- J-coalescentie
- L-vocalisatie en het aanpassen van klinkers voor /l/ (de zgn. wholly-holy-split)
- H-deletie in woorden met nadruk; zo wordt bijvoorbeeld hat uitgesproken als [æʔ]
- Dubbele ontkenning en het gebruik van never in plaats van not; He never did betekent bijvoorbeeld "Hij deed het niet", in plaats van "Hij heeft het nooit gedaan".
- R-labialisatie, de tongpunt-R, vindt niet plaats in het Estuary-Engels.

## Gebruik
Het Estuary English wordt vooral veel gebruikt door de jongere generatie. Het wordt ook vaak beschouwd als een typisch accent van de arbeidersklasse, maar dat is het zeker niet alleen. In een debat naar aanleiding van een artikel uit 1993 over het Estuary English beweerde een zakenman dat de RP te elitair en onvriendelijk klonk, en dat als alternatief voor zakelijke doeleinden het Estuary English daarom beter geschikt zou zijn. 
In de boven- en middenklasse valt een duidelijke trend waar te nemen om de RP op te geven voor het Estuary English; Australische geleerden die de verjaardagstoespraken van Elizabeth II hebben onderzocht ontdekten dat zelfs zij dit enigszins doet. Ook prins William neigt naar EE, evenals velen in de Britse media.
De term Estuary English roept soms ook pejoratieve connotaties op. Zo nam de voormalige Olympische atlete Sally Gunnell, die presentatrice was geworden voor Channel 4 en de BBC, ontslag omdat ze te veel kritiek te verduren had gekregen vanwege haar "vreselijke Estuary English".

## Bekende sprekers
- Tony Blair
- Jamie Oliver
- Ricky Gervais
- Michael Caine
- Victoria Beckham
- Catherine Tate